# ۸۸ (فیلم)
۸۸ فیلمی کانادایی در سبک مهیج به کارگردانی آپریل مولن است که در سال ۲۰۱۵ منتشر شد.